# Wormaldia arizonensis
Wormaldia arizonensis is een schietmot uit de familie Philopotamidae. De soort komt voor in het Nearctisch gebied.